# Col du Sabot
Le col du Sabot est un col situé à 2 100 mètres d'altitude dans le massif des Grandes Rousses. Son altitude fait de lui le plus haut col de l'Isère mais il n'est pas considéré comme un vrai col routier car il n'existe une route carrossable que sur son versant sud-ouest.

## Localisation
Le col du Sabot est situé dans le massif des Grandes Rousses, entre le Rissiou à l'ouest et les Aiguillettes à l'est. La montée de 14,5 kilomètres s'effectue depuis la bifurcation au nord du lac du Verney en passant par le village de Vaujany. Depuis le col on peut observer le lac de Grand Maison, la route qui mène aux cols de la Croix-de-Fer et du Glandon ainsi que le mont Blanc.

## Cyclisme
Étant un cul-de-sac, le col du Sabot n'a jamais été à l'arrivée d'une grande épreuve cycliste. On compte néanmoins des arrivées dans le village de Vaujany (village situé au tiers de l'ascension), par exemple lors du critérium du Dauphiné 2016.